# Croton splendidus
Croton splendidus är en törelväxtart som beskrevs av Carl Friedrich Philipp von Martius. Croton splendidus ingår i släktet Croton och familjen törelväxter. Inga underarter finns listade i Catalogue of Life.